# 吉田村 (埼玉県)
吉田村（よしだむら）は、埼玉県北葛飾郡に存在した村。現在の幸手市南東部に位置する。

## 地理
- 川：中川

## 歴史

### 村名の由来
旧村名の下吉羽、上宇和田、下宇和田からの合成地名。

### 沿革
- 1889年（明治22年）4月1日 - 町村制施行により、下吉羽村、上宇和田村、下宇和田村、惣新田村が合併して発足。
- 1917年（大正6年） - 桜井村の一部（大字細野）を編入。
- 1954年（昭和29年）11月3日 - 幸手町・行幸村・上高野村・権現堂川村と合併し、改めて幸手町が発足。同日吉田村廃止。